# (32143) 2000 LA27
2000 LA27 (asteroide 32143) é um asteroide da cintura principal. Possui uma excentricidade de 0.15002610 e uma inclinação de 15.00512º.
Este asteroide foi descoberto no dia 11 de junho de 2000 por Paulo R. Holvorcem em Valinhos.